# Hetao, Guizhou
Hetao (kinesiska: 核桃) är en etnisk minoritetssocken för yi- och bai-folken i sydvästra Kina. Den ligger i Dafang härad i staden Bijie i provinsen Guizhou, omkring 120 kilometer nordväst om provinshuvudstaden Guiyang.